# Menara Maybank
Menara Maybank – wieżowiec w Kuala Lumpur, w Malezji, o wysokości 243,5 m. Budynek został otwarty w 1988 i posiada 50 kondygnacji.